# Turuptiana perfecta
Turuptiana perfecta là một loài bướm đêm thuộc phân họ Arctiinae, họ Erebidae.